# Torche à plasma
Pour les articles homonymes, voir Torche à plasma (homonymie).
 (décembre 2013).
Si vous disposez d'ouvrages ou d'articles de référence ou si vous connaissez des sites web de qualité traitant du thème abordé ici, merci de compléter l'article en donnant les références utiles à sa vérifiabilité et en les liant à la section « Notes et références ».

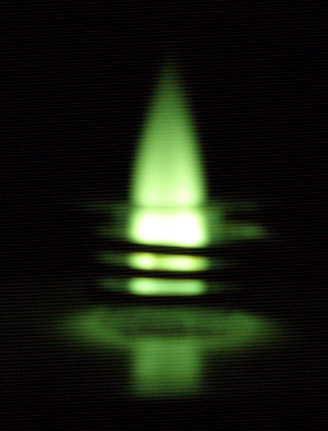
Image d'une torche à plasma à analyse, vue à travers une vitre de protection verte.

Une torche à plasma est un type de source plasma pouvant générer une post-décharge, c'est-à-dire entraîner un gaz (partiellement) ionisé et excité dans une région située au-delà de l'espace inter-électrodes. Cette post-décharge est généralement utilisée dans des applications de traitement de surface (décontamination, fonctionnalisation, texturisation, dépôt, gravure, etc.), le traitement ultime des déchets (vitrification, inertage, etc.), ou le soudage. 

## Histoire
En 1774, un savant anglais découvre qu'une décharge électrique dans l’air entre un fil de fer et une solution de suc de tournesol dans l’eau a une action chimique : la couche supérieure de son liquide est devenue rouge et après deux minutes elle l'était entièrement. Le phénomène n'était cependant pas encore expliqué.
En 1813, sir Humphry Davy voulant produire une étincelle entre deux petits cônes de charbon fixés au bout de deux conducteurs en métal et rapprochés y arrive, mais constate qu'un arc électrique se maintient quand il éloigne un peu les charbons. De nombreuses expériences conduiront ensuite à produire et à maitriser des plasmas, y compris de puissance.
Dans les années 1940, le groupe allemand Chemische Werke Hüls AG a mis au point une torche de 8 MW pour synthétiser de l'acétylène à partir de charbon (dans un plasma d'hydrogène). Puis d'autres torches fonctionneront jusqu'à des puissances de 60-70 MW.

## Classification des torches à plasma
Les torches à plasma peuvent être classés selon leurs propriétés thermiques en considérant d'une part celles pouvant générer des post-décharges hors équilibre thermique (plasmas froids) et d'autre part celles dont les post-décharges sont à l'équilibre thermique (plasmas thermiques).

### Cas des post-décharges hors-équilibre thermique
Typiquement, une torche à plasma froid possède une configuration dynode dans laquelle l'électrode excitatrice est portée à un potentiel radiofréquencé (RF), l'autre électrode restant à la masse. La géométrie de l'électrode de masse est toujours ouverte pour permettre au gaz ionisé entre les électrodes de s'étendre vers l'extérieur de la source et ainsi former la post-décharge. La post-décharge est hors équilibre thermique (et donc hors équilibre thermodynamique) parce que d'une part toutes les espèces ne sont pas ionisées et d'autre part la température des espèces ionisées diffère de celle du gaz. Ce type de torche est particulièrement utilisé pour le traitement de surfaces de polymères dont les températures de fusion et de transition vitreuse sont généralement de quelques centaines de degrés Celsius tout au plus. 
Ce type de torche est généralement alimenté par un mélange de gaz : 
- un gaz vecteur qui permet d'allumer et de stabiliser le plasma. Il s'agit généralement d'un gaz noble (argon, hélium) ;
- un gaz réactif, dont la nature dépend des applications visées (gravure, dépôt, texturisation, fonctionnalisation[5]). Il peut s'agir d'oxygène, d'azote, d'hydrogène, de CO2, etc.

### Cas des post-décharges à l'équilibre thermique

#### TorcheICP
L'acronyme ICP (Inductively Coupled Plasma) désigne un plasma couplé par induction. Le plasma est obtenu par application d'un champ magnétique sur un gaz qui circule à l'intérieur de la bobine d'induction. Cet outil est très répandu dans les spectromètres pour l'analyse chimique. La torche ICP est utilisée pour les analyses chimiques par spectrométrie à plasma à couplage inductif ainsi que pour des procédés industriels de plasma par induction.

#### Torche plasma à cathode chaude
Il s'agit d'un plasma d'arc transféré ou non transféré. L'un des pieds de l'arc reste à l'intérieur de la torche, accroché sur une électrode en pointe (généralement en tungstène ou hafnium) et l'autre pied d'arc est accroché au support à découper (cas de l'arc transféré) ou sur une électrode tubulaire (cas de la projection thermique de céramique).

#### Torche plasma à cathode froide
La torche plasma à cathode froide est un plasma d'arc non transféré. Les deux pieds de l'arc restent à l'intérieur de la torche, chacun étant accroché à une électrode tubulaire. Les applications de cet outil sont la destruction de déchets, la production de matériaux avancés ou un banc de test pour le domaine astronautique.

## Schéma de principe

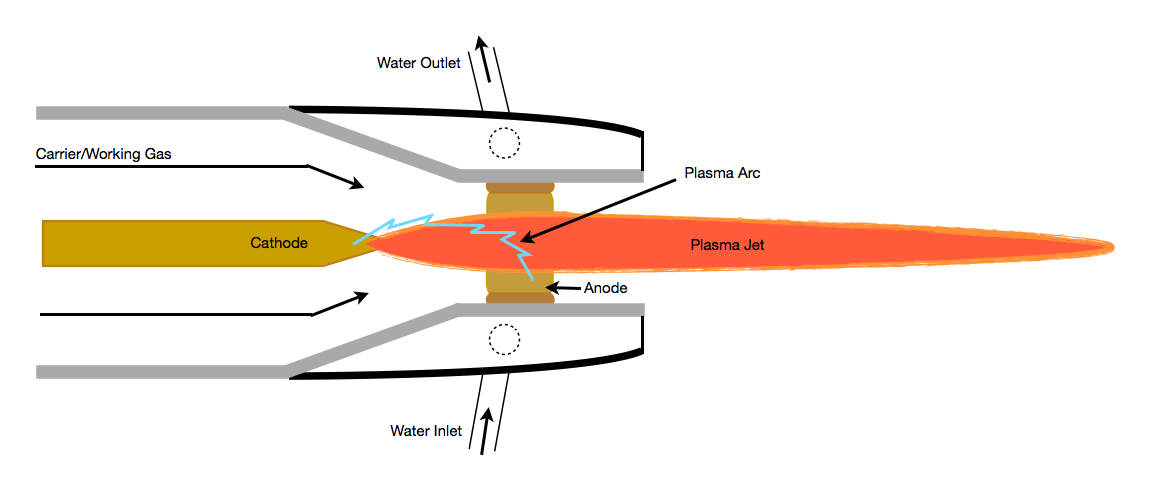
Coupe schématique transversale d'une torche à plasma sans transfert d'arc (non-transferred DC plasma torch) et de son « dard plasma ». Le schéma montre aussi la cathode (pointue) et l'anode (annulaire) ; une bobine de champ magnétique peut stabiliser l'arc. Les entrées et sorties du système de refroidissement par eau sont notées au-dessus et dessous de la tête de la torche. Rem : la température de l'arc peut atteindre de selon la puissance de la torche. L'arc n'est dessiné que pour illustrer son principe (pas à l'échelle)

## Applications
La torche à plasma peut servir à la soudure, la découpe, la synthèse de poudres fines, la sphéroïdisation avec densification des poudres, la métallurgie du laitier, la projection thermique, pour le traitement de surface).
Les torches de fortes puissance peuvent également fondre et vitrifier certains déchets hautement dangereux ou toxiques (amiante issue du désamiantage, REFIOMs...), mais présentent alors l'inconvénient d'une grande consommation d'électricité.
Les États-Unis, l'ex-Union soviétique, plusieurs pays européens et la Chine ont utilisé et utilisent encore pour leurs programmes spatiaux ou balistiques des torches à plasma à haute puissance pour tester les matériaux utilisés pour la rentrée dans l'atmosphère.

## Sources